# Oxyagrion mirnae
Oxyagrion mirnae – gatunek ważki z rodziny łątkowatych (Coenagrionidae).